# Ръскуловски район
Рискуловски район (на казахски: Тұрар Рысқұлов ауданы) е съставна част на Жамбълска област, Казахстан. Административен център е град Кулан. Обща площ 9084 км2 и население 64 506 души (по приблизителна оценка към 1 януари 2020 г.).